# 双格凹缘䗩
双格凹缘，又名双格凹缘螺，是裂螺科边罅螺属的一种。舊屬原始腹足目，今屬古腹足總目Lepetellida。

## 分佈
本物種見於中国大陆的南中國海海域，見於西沙群岛及香港。